# نور درخشان او
نور درخشان او (انگلیسی: His Bright Light) یک رمان زندگی‌نامه‌ای نوشتهٔ دانیل استیل است که در سال ۱۹۹۸ منتشر شد و در لیست پرفروش‌ترین کتاب‌های غیرداستانی قرار گرفت. داستان واقعی زندگی پسر دانیل استیل به‌نام نیک ترینا و کشمکش‌هایش با بیماری روانی ست که در سن ۱۹ سالگی بر اثر بیش‌مصرفی مواد مخدر درگذشت. 